# 诺维利亚斯
诺维利亚斯，是西班牙阿拉贡自治区萨拉戈萨省的一个市镇。 总面积25平方公里，总人口673人（2001年），人口密度27人/平方公里。